# Medida por medida

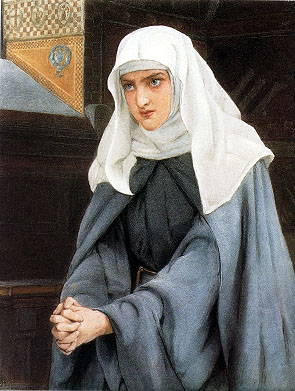
Isabella, de Francis William Topham (1888)

Medida por medida (en inglés: Measure for Measure) es una obra de teatro de William Shakespeare, escrita en 1603 o 1604. Fue originalmente clasificada en el First Folio como una comedia, aunque los editores modernos tienen problemas para clasificarla.

## Datación

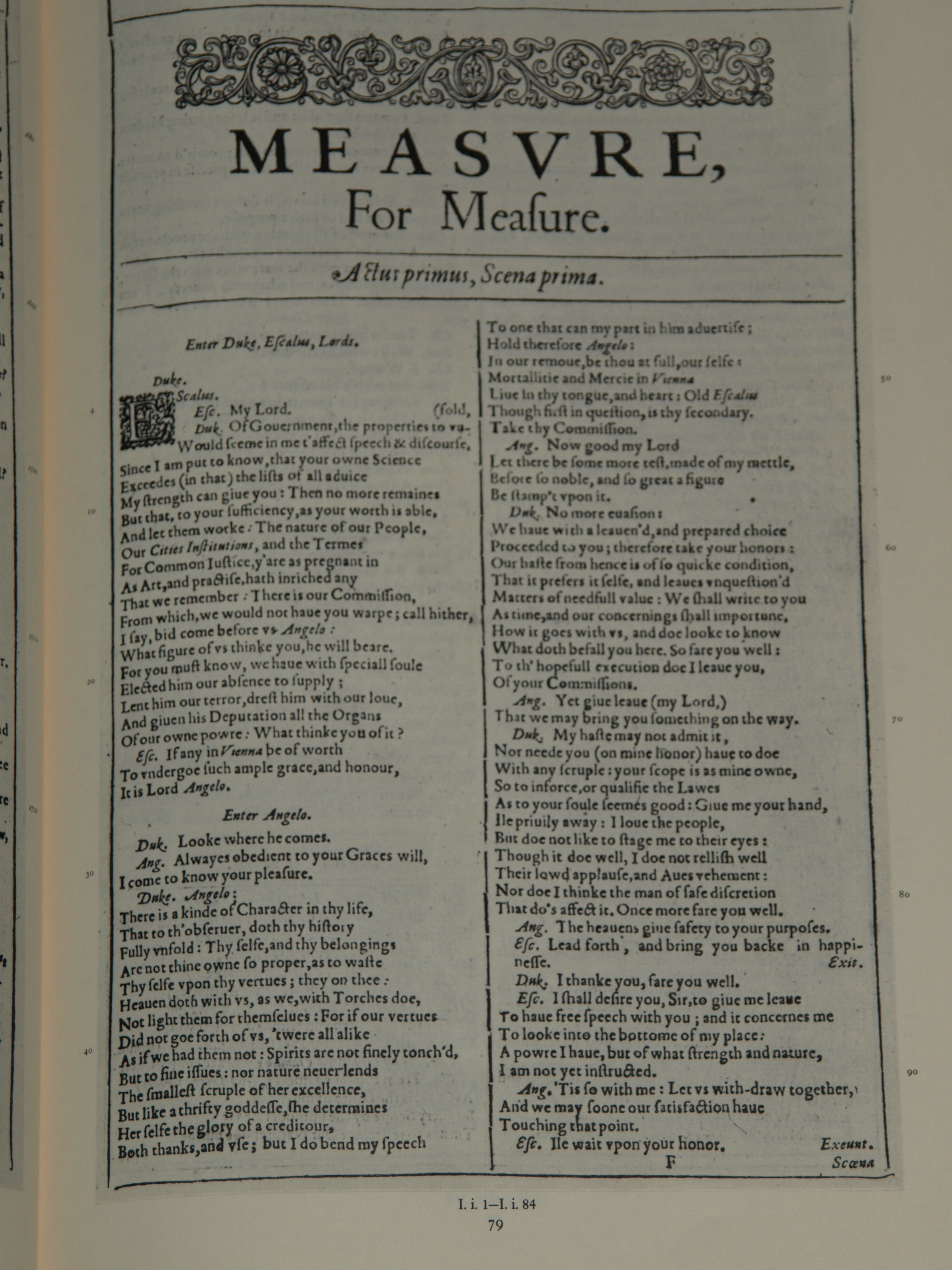
Facsímil de la primera página en el First Folio

Medida por medida fue escrita en 1603 o en 1604 y se publicó por primera vez en 1623 en el First Folio.

## Personajes
- Isabella es una novicia, una virtuosa mujer que se enfrenta a una difícil decisión cuando su hermano es sentenciado a muerte por fornicación. Isabella no aprueba sus actos pero por lealtad, devoción y la creencia de que la pena es demasiado dura ruega por su vida. Al final preferirá que su hermano muera y vaya al cielo a tener que llevar ella misma una vida infernal.
- El Duque es la otra figura central de la obra, aunque se pasa la mayor parte del tiempo disfrazado como el fraile Ludovico, a razón de observar qué ocurre durante su ausencia. Tiende a legislar blandamente por lo que pide ayuda a Angelo.
- Claudio es el hermano de Isabella, un muchacho sentenciado a muerte por dejar embarazada a una soltera. Ellos estaban prometidos pero el encuentro sucedió antes de la boda. Atendiendo a la obra la pena es la muerte, pero podría haberse conmutado por obligarlos a casarse.
- Angelo es el malo de la historia, un hombre que legisla estrictamente y sin compasión. Tiene sus propias debilidades, aunque resulta más odiado por su hipocresía que por otra cosa. así se presenta ante Isabella prometiéndole salvar la vida de su hermano si se acuesta con él pero no cumple su promesa cuando cree que ella ha cumplido su parte.
- Escalus es un sabio caballero que aconseja a Angelo que sea más compasivo. Es leal al duque y sigue sus órdenes justamente, pero no puede ir en contra de la voluntad de Angelo.
- Lucio, descrito por Shakespeare como fantástico, es un solterón que provee a la obra de la mayor parte de su tono cómico. Es amigo de Claudio e intenta ayudarlo. Él es culpable del mismo delito, pero preferiría morir antes que casarse con la "puta" a la que ha dejado embarazada.
- Mariana quiere casarse con Angelo, pero él anula la boda cuando ella pierde su dote en un naufragio en el que muere su hermano.
- La señora Overdone regenta un burdel en Viena.
- Pompey es un payaso que trabaja para la señora Overdone.
- El Preboste regenta la prisión y es el encargado de cumplir las órdenes de Angelo.
- Elbow arresta a la gente por mala conducta, especialmente en la variante sexual.
- Barnardine es un prisionero sentenciado a muerte. En un principio el duque cree que no tiene arreglo y es dispensable pero cambiará de opinión.
- Juliet es la amante a la que Claudio deja embarazada.

## Argumento
Vincentio, el duque de Viena, hace saber que pretende dejar la ciudad en misión diplomática dejando el gobierno en manos de un juez estricto, Angelo. Bajo el gobierno del duque, las leyes de la ciudad contra la fornicación eran laxas, pero Angelo es conocido por ser muy duro respecto a esos temas.
Claudio, un joven noble, está prometido a Juliet; pero habiendo pospuesto la boda la deja embarazada antes de esta. Por ello es castigado por Angelo, y aunque está dispuesto a casarse, la sentencia es la muerte, así que su amigo Lucio visita a Isabella, la hermana de Claudio, una novicia para que interceda con Angelo y así evitar la muerte de Claudio.
Isabella obtiene una audiencia y ruega piedad. Durante las dos escenas entre Angelo y ella se hace claro la lujuria del primero por la segunda y finalmente le ofrece la vida de su hermano a cambio de que Isabella se acueste con él. Ella se niega, pero sabe que dada la reputación de su hermano nadie la creerá si hace una acusación pública del hecho. En cambio, visita a su hermano en prisión y le aconseja que se prepare para morir, recibiendo como respuesta los ruegos de su hermano ante los que hace oídos sordos.
El duque no ha abandonado la ciudad, sino que la recorre disfrazado de fraile, a razón de espiar las acciones de Angelo. Disfrazado, se hace amigo de Isabella y arregla dos trampas/engaños para parar a Angelo: 
Primero, Angelo había rehusado llevar a cabo su compromiso con Mariana porque su dote se había perdido en el mar, por lo que Isabella le hace saber a este que acepta su propuesta a cambio de que todo pase en la más estricta oscuridad. De este modo la que acude a la cita es Mariana, aunque Angelo no se da cuenta. 
Después, al contrario de lo que se esperaba, Angelo se vuelve atrás en su promesa y pide la cabeza de Claudio. En un primer momento, el duque prepara la muerte de otro preso para enviar su cabeza; sin embargo Barnadine se niega a ser ejecutado borracho, pero afortunadamente un pirata llamado Ragozine, el cual se parece a Claudio, muere de repente, por lo que su cabeza es enviada a Angelo.
La trama principal concluye con el "regreso" a Viena del duque. Isabella y Mariana piden una audiencia y él oye sus quejas contra Angelo, las cuales él niega y acusa al fraile de ser la cabeza pensante de ese complot. El duque decide que se celebre un juicio y aparece como el fraile para poco rato después descubrir ante todos su verdadera identidad, exponiendo a la luz las mentiras de Angelo.
Entonces lo condena a muerte, pero Mariana le ruega por su vida y le conmuta la pena obligándole a casarse con ella. La obra concluye con el duque proponiéndole matrimonio a Isabella ante lo que ella no responde (en la mayoría de las producciones esto se interpreta como un sí silencioso) .
La trama secundaria atañe a Lucio, que en numerosas ocasiones critica al duque ante el fraile y en el último acto al fraile ante el duque, lo que provoca la cómica consternación del duque y problemas a Lucio cuando se descubre que son la misma persona. Su castigo, como el de Angelo, es ser forzado a un matrimonio no deseado con la prostituta Mariana.

## Representaciones
La primera representación de la que existe constancia tuvo lugar el 26 de diciembre de 1604 en la corte de Jacobo I, sin que haya conocimiento de nuevas representaciones hasta 1720, montada por John Rich. Ya en el siglo xix hizo un montaje William Poel en 1893.
En el siglo xx, la obra fue interpretada por, entre otros, Charles Laughton (Angelo), Flora Robson (Isabella) y James Mason (Claudio) (Old Vic, Londres, 1933); John Gielgud (Angelo) y Judi Dench (Isabella) (Stratford-upon-Avon, 1962), y por John Cazale (Angelo) y Meryl Streep (Isabela) (Nueva York, 1976).

## Traducciones
La pieza fue traducida al castellano, entre otros, por Jaime Clark, en 1873; José Arnaldo Márquez, en 1883; por Guillermo Macpherson, en 1896, y por Ángel Luis Pujalte, en 1986.

### Representaciones
En España, se representó en 1969 en el Teatro Español de Madrid, en versión de Enrique Llovet, con dirección de Miguel Narros e interpretación de Guillermo Marín, Agustín González, Víctor Valverde, Mari Carmen Prendes, José Luis Pellicena, Berta Riaza y Ana Belén.
Volvió a representarse en el 2009, en el Teatro de La Abadía, de Madrid, dirigida por Carlos Aladro e interpretada por Israel Elejalde (Angelo), Irene Visedo (Isabel) y Markos Marín (Claudio).[cita requerida]
También se representó en 2017 en los Teatros Luchana y el Teatro Bellas Artes en versión de Emilio del Valle y Isidro Timón con dirección del primero, con reparto formado por Ingrid García-Jonsson (más adelante sustituida por Macarena Sanz y Muriel Sánchez), Nacho Vera, Gonzala Martín Scherman, David Luque, Chema de Miguel, Jorge Muñoz, Juan Díaz y Salvador Sanz.
En octubre de  2019 se estrenó una versión en gallego bajo la dirección de Quico Cadaval con Melania Cruz, Evaristo Calvo, Patricia Vázquez, Josito Porto, María Costas, Santi Romay y Víctor Mosqueira en el reparto.
Desde 2023 se representa en Buenos Aires, en comedia clave clown y con el subtítulo de "La culpa es tuya", bajo la dirección de Gabriel Chamé Buendia, en el Teatro Sarmiento, del Complejo Teatral Buenos Aires. 
El elenco:
Matías Bassi 
Nicolás Gentile
Elvira Gómez
Agustín Soler 
Marilyn Petito

## ficha técnica
Coordinación de producción: Lucía Hourest
Producción técnica: Pedro Colavino
Coordinación técnica de escenario: Fabián Barbosa,
Ana María Converti, Florencia Galano, Ana Iglesias 
Asistencia artística: Lorena Booth
Asistencia de iluminación: Daniel Marino Nava
Asistencia de vestuario: Marcela Rubini
Asistencia de escenografía: Dany Cyan
Entrenamiento de baile: Damián Malvacio
Diseño de vestuario: Cecilia Allassia
Diseño sonoro: Sebastián Furman, Gabriel Chamé Buendia
Diseño de iluminación y escenografía: Jorge Pastorino

Traducción, adaptación y dirección Gabriel Chamé Buendia. En https://complejoteatral.gob.ar/ver/medida_por_medida
1. ↑   Muir; Wells (1982), p. 93
2. ↑  William Shakespeare (ed.). «Measure for measure» (en inglés).
3. ↑  James Agate, ed. (1943). «Brief Chronicles» (en inglés).
4. ↑  Stanley W. Wells y James Shaw, ed. (2005). «Dictionary Of Shakespeare» (en inglés).
5. ↑  Juan Jesús Zaro, ed. (2007). «Traductores y Traducciones de Literatura y Ensayo».
6. ↑  «"Medida por medida", de Shakespeare, en el Español». ABC. 31 de enero de 1969.
7. ↑  «Medida por medida». Complejo Teatral de Buenos Aires. Consultado el 19 de abril de 2024.

.